# Плетешковский переулок
Плетешко́вский переу́лок — улица в центре Москвы в Басманном районе между Спартаковской улицей и Аптекарским переулком. Здесь расположен Мосводоканал.

## Происхождение названия
Сохраняет название местности Плетешки (XVIII век), отличавшейся запутанной конфигурацией проездов. Другое, ранее употреблявшееся название — Плетешевский переулок.

## Описание
Плетешковский переулок начинается от Спартаковской улицы, проходит на юго-восток, затем поворачивает направо на юго-запад, затем ещё раз поворачивает налево на юг и выходит на Аптекарский переулок. От него с левой стороны начинается Лефортовский переулок, а напротив него справа раньше выходил Плетешковский тупик (упразднён).

## Примечательные здания и сооружения
По нечётной стороне:
- № 3, строение 2 — Мосводоканалбанк;
- № 3А, строение 1 — «Международная еврейская газета»;
- № 19 — Дом ребёнка № 13;

По чётной стороне:
- № 2/10 (угол со Спартаковской улицей) — бывший особняк Н. А. Голубевой, построен в 1882 году.
- № 2 — Мосводоканал;
- № 4 — бывшее училище, построено архитектором С. Б. Залесским в 1914 году в стиле модерн.
- № 6 — надстроенный дом в кирпичном стиле, до революции принадлежавший О. Н. Михельсон.
- № 8 — бывшие доходные дома Ф. Д. и П. И. Копыловых.
- № 10 — бывший доходный дом С. Р. Шукшиной.
- № 22 — Мосводоканалниипроект.

## По воспоминаниям С. Н. Дурылина

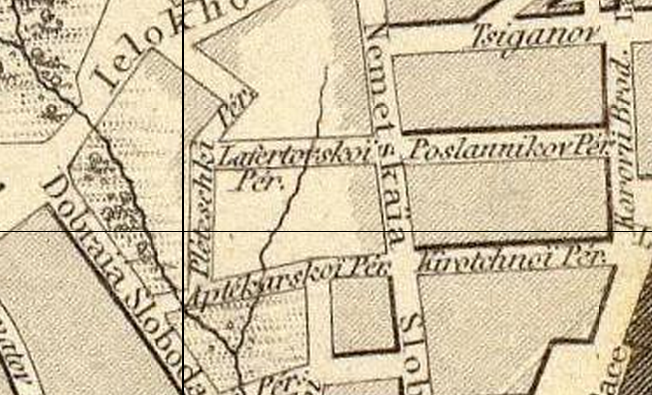
Фрагмент карты 1836 г.

В Плетешковском переулке провёл детские годы С. Н. Дурылин; по его воспоминаниям, их дом соседствовал: с одной стороны (со стороны Спартаковской улицы) с владением, принадлежавшим вдове тайного советника И. П. Матюшенкова, с другой — с владением сына поручика Ф. П. Макеровского; а напротив, «от самой Елоховской тянулось владение Голубевой», где в «двухэтажном здании помещался дом умалишённых». Был ещё «кабак, находившийся в извороте к тупику».
Дом, где жили Дурылины, «был большой, двухэтажный каменный, старинной стройки начала XIX столетия, а может быть, и конца XVIII… Отец купил его у какого-то барина, ранее сдававшего дом под „Пушкинское училище“. <...> об угол с нашим садом во владении коллежского регистратора И. В. Скворцова <...> родился Александр Сергеевич Пушкин». Также «с восточной стороны над Кукуем» находилось здание петровских времён, в котором появилась «первая в России фабрика фотографических пластинок „Победа“ капитана Занковского», которому принадлежал «дом Карабанова» (Бауманская улица, д. 38, стр. 1).